# Fambita
Fambita (auch: Fambéta, Fombita, Fonbita) ist ein Dorf in der Landgemeinde Kokorou in Niger.

## Geographie
Das von einem traditionellen Ortsvorsteher (chef traditionnel) geleitete Dorf befindet sich rund 14 Kilometer nördlich des Hauptorts Kokorou der gleichnamigen Landgemeinde, die zum Departement Téra in der Region Tillabéri gehört. Zu weiteren Siedlungen in der Umgebung von Fambita zählen Béra im Nordwesten, Amara und Loudji im Nordosten, Dossa Kourégou im Südwesten sowie Doungouro und Sédey im Westen.
Es herrscht das Klima der Sahelzone vor, mit einer durchschnittlichen jährlichen Niederschlagsmenge zwischen 300 und 400 mm.

## Geschichte

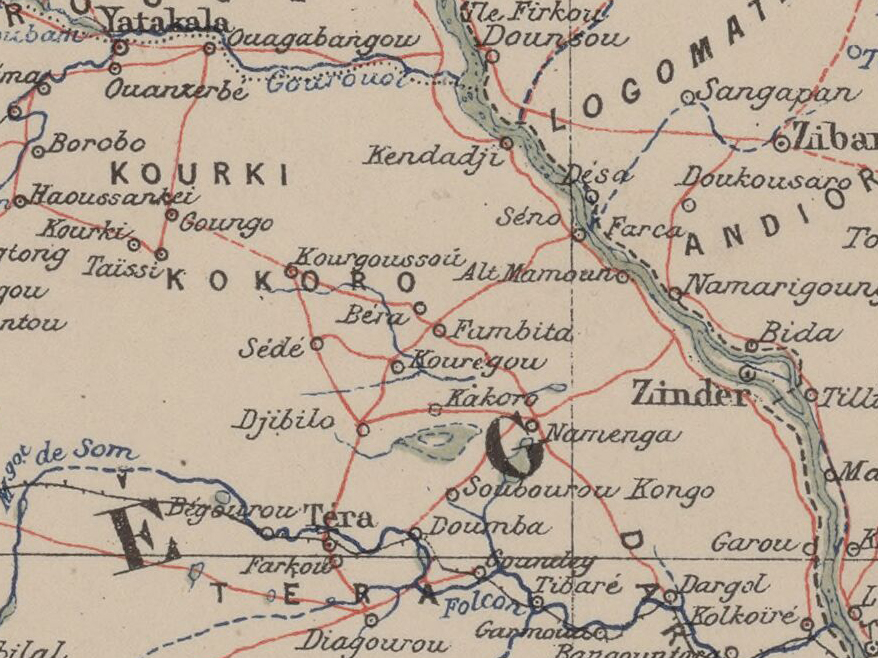
Ausschnitt einer Karte von 1903 mit Fambita im Zentrum

Am 15. Mai 2023 drangen bewaffnete Angreifer in die Dörfer Fambita, Béra, Doungouro, Firo Koira, Komdi, Kourégou, Sédey und Zaney ein und erpressten Vieh. Bereits am Vortag waren im ebenfalls in der Gemeinde Kokorou gelegenen Dorf Boungou Vieh gestohlen und zwei Menschen ermordet worden. Daraufhin flüchteten Bewohner aller genannten Dörfer unter schwierigen Umständen in die Departementshauptstadt Téra.
Bei einem der Terrororganisation Islamischer Staat in der Größeren Sahara zugeschriebenen Anschlag wurden während des Freitagsgebets in einer Moschee in Fambita am 21. März 2025 44 Zivilisten getötet und 13 weitere verletzt, davon vier schwer. Bei ihrem Rückzug setzten die Angreifer den Markt und mehrere Wohnhäuser in Brand. Die Regierung Nigers ordnete nach dem Massaker eine dreitägige Staatstrauer an.

## Bevölkerung
Bei der Volkszählung 2012 hatte Fambita 302 Einwohner, die in 30 Haushalten lebten. Bei der Volkszählung 2001 betrug die Einwohnerzahl 211 in 32 Haushalten und bei der Volkszählung 1988 belief sich die Einwohnerzahl auf 2219 in 288 Haushalten.

## Kultur
Gemäß dem traditionellen Glauben in den Songhai-Gebieten ist ein Teich bei Fambita wie einige Gewässer andernorts vom Geistwesen gorou gondi bewohnt, das die Form einer Wasserschlange annimmt. In Fambita hat die Schlange den Namen Assibatali.

## Wirtschaft und Infrastruktur
Im Dorf wird ein Wochenmarkt abgehalten. Der Markttag ist Freitag. Mit einem Centre de Santé Intégré (CSI) ist ein Gesundheitszentrum im Ort vorhanden. Es gibt eine Schule.